# 6-os busz (Mezőkövesd)
A mezőkövesdi 6-os jelzésű autóbuszvonal a Rutinpálya és a Dózsa György utca között húzódó helyi vonal volt, amelyet a Borsod Volán Zrt. üzemeltetett.

## Közlekedése

### Nyári menetrend (május – szeptember)
| Viszonylat                      | Indításszám     | Közlekedési rend   |
| ------------------------------- | --------------- | ------------------ |
| Rutinpálya – Dózsa György u. 3. | 4 oda, 3 vissza | tanítási napokon   |
| Rutinpálya – Dózsa György u. 3. | 1 vissza        | nyári tanszünetben |

### Téli menetrend (szeptember – május)
| Viszonylat                      | Indításszám | Közlekedési rend |
| ------------------------------- | ----------- | ---------------- |
| Rutinpálya – Dózsa György u. 3. | 3 pár       | tanítási napokon |

## Megállóhelyei
| 0 | Rutinpálya végállomás           | 0.0 km | 0 |
| 1 | Lövői út 20.                    | 0.5 km | 1 |
| 2 | Cseresznye út 9.                | 0.9 km | 2 |
| 3 | Cseresznye út 69.               | 1.6 km | 3 |
| 4 | Dózsa György utca 96.           | 2.5 km | 5 |
| 5 | Dózsa György utca 36.           | 3.2 km | 6 |
| 6 | Dózsa György utca 3. végállomás | 3.8 km | 8 |